# Chirothecia wrzesniowskii
Chirothecia wrzesniowskii är en spindelart som beskrevs av Władysław Taczanowski 1878. Chirothecia wrzesniowskii ingår i släktet Chirothecia och familjen hoppspindlar. Inga underarter finns listade i Catalogue of Life.